# یواس‌اس کیمبرلی (دی‌دی-۵۲۱)
یواس‌اس کیمبرلی (دی‌دی-۵۲۱) (به انگلیسی: USS Kimberly (DD-521)) یک کشتی بود که طول آن ۱۱۴٫۷ متر (۳۷۶ فوت) بود. این کشتی در سال ۱۹۴۳ ساخته شد.